# Euroliga de la FIBA 1996-97
La cuadragésima edición de la Copa de Europa de Baloncesto, denominada desde esta edición Euroliga de la FIBA, fue ganada por el conjunto griego del Olympiacos, consiguiendo su primer título, derrotando en la final al FC Barcelona, que repetía aparición y repetía derrota ante un conjunto griego. La Final Four se disputó en el PalaEUR de Roma.
El sistema de competición volvía a variar, contando en esta ocasión sólo con 24 equipos, los campeones de las principales ligas europeas y un número variable de los mejores equipos de las mejores ligas domésticas.
Supondría la quinta derrota en una final de la Copa del Europa del FC Barcelona en cinco finales, después de las de los años 1984, 1990, 1991 y 1996.

## Primera ronda
|    | Equipo              | Par. | G | P | PF  | PC  | Dif. |
| -- | ------------------- | ---- | - | - | --- | --- | ---- |
| 1. | Stefanel Milano     | 10   | 7 | 3 | 775 | 727 | +48  |
| 2. | CSKA Moscow         | 10   | 6 | 4 | 761 | 734 | +27  |
| 3. | Maccabi Elite       | 10   | 6 | 4 | 798 | 773 | +26  |
| 4. | Ülker               | 10   | 4 | 6 | 780 | 767 | +13  |
| 5. | Limoges             | 10   | 4 | 6 | 731 | 723 | +8   |
| 6. | Panionios Afisorama | 10   | 3 | 7 | 711 | 830 | -119 |

|    | Equipo                 | Par. | G | P  | PF  | PC  | Dif. |
| -- | ---------------------- | ---- | - | -- | --- | --- | ---- |
| 1. | Teamsystem Bologna     | 10   | 7 | 3  | 773 | 742 | +31  |
| 2. | Estudiantes Argentaria | 10   | 6 | 4  | 798 | 821 | -23  |
| 3. | Cibona                 | 10   | 6 | 4  | 713 | 679 | +34  |
| 4. | Alba Berlin            | 10   | 6 | 4  | 755 | 723 | +22  |
| 5. | Olympiacos             | 10   | 5 | 5  | 770 | 711 | +59  |
| 6. | Spirou                 | 10   | 0 | 10 | 699 | 832 | -133 |

|     | MIL   | CSK   | MAC   | ÜLK   | LIM   | PAN   |
| --- | ----- | ----- | ----- | ----- | ----- | ----- |
| MIL | X     | 87-74 | 85-88 | 67-65 | 79-66 | 90-66 |
| CSK | 70-55 | X     | 89-80 | 71-76 | 74-65 | 96-66 |
| MAC | 78-68 | 77-78 | X     | 71-65 | 69-77 | 69-57 |
| ÜLK | 67-73 | 73-76 | 84-80 | X     | 99-91 | 87-69 |
| LIM | 74-85 | 83-66 | 62-69 | 84-80 | X     | 78-75 |
| PAN | 79-86 | 72-67 | 69-74 | 84-71 | 92-77 | X     |

|     | FOR   | EST    | CIB   | ALB   | OLY   | SPI   |
| --- | ----- | ------ | ----- | ----- | ----- | ----- |
| FOR | X     | 100-86 | 54-66 | 82-72 | 81-72 | 87-78 |
| EST | 66-75 | X      | 78-71 | 82-75 | 87-78 | 94-72 |
| CIB | 64-72 | 81-66  | X     | 78-68 | 63-61 | 75-66 |
| ALB | 81-64 | 78-79  | 79-71 | X     | 62-61 | 94-73 |
| OLY | 96-80 | 110-78 | 62-61 | 64-67 | X     | 87-60 |
| SPI | 61-78 | 75-82  | 73-77 | 69-79 | 72-79 | X     |

|    | Equipo              | Par. | G | P  | PF  | PC  | Dif. |
| -- | ------------------- | ---- | - | -- | --- | --- | ---- |
| 1. | Panathinaïkos       | 10   | 8 | 2  | 736 | 693 | +43  |
| 2. | Smelt Olimpija      | 10   | 7 | 3  | 753 | 669 | +84  |
| 3. | ASVEL               | 10   | 7 | 3  | 738 | 718 | +20  |
| 4. | FC Barcelona        | 10   | 4 | 6  | 767 | 734 | +33  |
| 5. | Croatia Osiguranje  | 10   | 4 | 6  | 630 | 705 | -75  |
| 6. | Bayer 04 Leverkusen | 10   | 0 | 10 | 704 | 809 | -105 |

|    | Equipo            | Par. | G | P | PF  | PC  | Dif. |
| -- | ----------------- | ---- | - | - | --- | --- | ---- |
| 1. | Efes Pilsen       | 10   | 8 | 2 | 793 | 735 | +58  |
| 2. | Partizan          | 10   | 6 | 4 | 777 | 762 | +15  |
| 3. | Kinder Bologna    | 10   | 5 | 5 | 798 | 773 | +25  |
| 4. | Pau-Orthez        | 10   | 5 | 5 | 780 | 767 | +13  |
| 5. | Caja San Fernando | 10   | 4 | 6 | 731 | 723 | +8   |
| 6. | Dynamo Moscow     | 10   | 2 | 8 | 711 | 830 | -119 |

|     | PAO   | OLI   | ASV   | BAR   | CRO   | BAY   |
| --- | ----- | ----- | ----- | ----- | ----- | ----- |
| PAO | X     | 75-67 | 66-72 | 79-75 | 72-50 | 87-79 |
| OLI | 74-76 | X     | 73-60 | 77-65 | 81-53 | 86-70 |
| ASV | 74-80 | 70-69 | X     | 91-90 | 78-59 | 72-64 |
| BAR | 77-58 | 70-71 | 78-81 | X     | 68-70 | 90-71 |
| CRO | 58-65 | 53-66 | 73-61 | 65-75 | X     | 86-79 |
| BAY | 67-78 | 77-89 | 66-79 | 71-79 | 60-63 | X     |

|     | EFE   | PAR    | KIN   | PAU   | CAJ   | DYN   |
| --- | ----- | ------ | ----- | ----- | ----- | ----- |
| EFE | X     | 93-77  | 75-60 | 78-76 | 69-66 | 87-84 |
| PAR | 76-72 | X      | 78-70 | 84-75 | 66-72 | 97-64 |
| KIN | 75-89 | 100-83 | X     | 86-74 | 93-75 | 89-74 |
| PAU | 80-78 | 73-77  | 89-83 | X     | 85-79 | 94-71 |
| CAJ | 68-70 | 72-67  | 72-64 | 61-69 | X     | 91-61 |
| DYN | 73-82 | 71-72  | 64-78 | 70-65 | 79-75 | X     |

## Segunda ronda
(Los marcadores y clasificaciones de la primera ronda se acumulaban en la segunda)
|  | Los cuatro primeros de cada grupo clasificaban para Playoff |

|    | Equipo          | Par. | G  | P  | PF   | PC   | Dif. |
| -- | --------------- | ---- | -- | -- | ---- | ---- | ---- |
| 1. | Stefanel Milano | 16   | 11 | 5  | 1234 | 1175 | +59  |
| 2. | Alba Berlin     | 16   | 10 | 6  | 1193 | 1167 | +26  |
| 3. | Olympiacos      | 16   | 9  | 7  | 1236 | 1131 | +105 |
| 4. | Maccabi Elite   | 16   | 9  | 7  | 1209 | 1173 | +32  |
| 5. | CSKA Moscow     | 16   | 8  | 8  | 1178 | 1175 | +3   |
| 6. | Spirou          | 16   | 1  | 15 | 1123 | 1297 | -174 |

|    | Equipo                 | Par. | G  | P  | PF   | PC   | Dif. |
| -- | ---------------------- | ---- | -- | -- | ---- | ---- | ---- |
| 1. | Teamsystem Bologna     | 16   | 12 | 4  | 1262 | 1163 | +99  |
| 2. | Cibona                 | 16   | 10 | 6  | 1166 | 1126 | +40  |
| 3. | Estudiantes Argentaria | 16   | 9  | 7  | 1309 | 1284 | +25  |
| 4. | Limoges                | 16   | 8  | 8  | 1226 | 1235 | -9   |
| 5. | Ülker                  | 16   | 5  | 11 | 1196 | 1243 | -47  |
| 6. | Panionios Afisorama    | 16   | 4  | 12 | 1162 | 1325 | -163 |

|     | MIL   | ALB   | OLY   | MAC   | CSK   | SPI   |
| --- | ----- | ----- | ----- | ----- | ----- | ----- |
| MIL | X     | 80-91 | 73-71 | X     | X     | 73-63 |
| ALB | 68-78 | X     | X     | 70-65 | 78-76 | X     |
| OLY | 87-84 | X     | X     | 69-60 | 82-51 | X     |
| MAC | X     | 78-62 | 82-78 | X     | X     | 87-70 |
| CSK | X     | 67-69 | 70-79 | X     | X     | 80-66 |
| SPI | 68-71 | X     | X     | 90-82 | 67-72 | X     |

|     | FOR   | CIB   | EST   | LIM   | ÜLK   | PAN   |
| --- | ----- | ----- | ----- | ----- | ----- | ----- |
| FOR | X     | X     | X     | 90-76 | 69-61 | 94-58 |
| CIB | X     | X     | X     | 72-66 | 82-81 | 85-58 |
| EST | X     | X     | X     | 68-70 | 97-63 | 92-70 |
| LIM | 81-70 | 85-61 | 91-85 | X     | X     | X     |
| ÜLK | 73-78 | 73-77 | 78-74 | X     | X     | X     |
| PAN | 72-88 | 84-76 | 91-95 | X     | X     | X     |

|    | Equipo            | Par. | G  | P  | PF   | PC   | Dif. |
| -- | ----------------- | ---- | -- | -- | ---- | ---- | ---- |
| 1. | Panathinaikos     | 16   | 13 | 3  | 1218 | 1134 | +84  |
| 2. | ASVEL             | 16   | 12 | 4  | 1225 | 1188 | +37  |
| 3. | Smelt Olimpija    | 16   | 10 | 6  | 1219 | 1119 | +100 |
| 4. | Caja San Fernando | 16   | 7  | 9  | 1203 | 1194 | +9   |
| 5. | Pau-Orthez        | 16   | 6  | 10 | 1240 | 1251 | -11  |
| 6. | Dynamo Moscow     | 16   | 3  | 13 | 1140 | 1310 | -170 |

|    | Equipo              | Par. | G  | P  | PF   | PC   | Dif. |
| -- | ------------------- | ---- | -- | -- | ---- | ---- | ---- |
| 1. | Efes Pilsen         | 16   | 12 | 4  | 1250 | 1156 | +94  |
| 2. | Partizan            | 16   | 9  | 7  | 1257 | 1228 | +29  |
| 3. | FC Barcelona        | 16   | 8  | 8  | 1244 | 1225 | +19  |
| 4. | Kinder Bologna      | 16   | 7  | 9  | 1274 | 1259 | +15  |
| 5. | Croatia Osiguranje  | 16   | 7  | 9  | 1055 | 1124 | -69  |
| 6. | Bayer 04 Leverkusen | 16   | 2  | 14 | 1175 | 1312 | -137 |

|     | PAO   | ASV   | OLI   | CAJ   | PAU   | DYN   |
| --- | ----- | ----- | ----- | ----- | ----- | ----- |
| PAO | X     | X     | X     | 90-71 | 75-71 | 71-67 |
| ASV | X     | X     | X     | 83-81 | 67-65 | 82-52 |
| OLI | X     | X     | X     | 67-70 | 96-86 | 80-72 |
| CAJ | 78-87 | 91-68 | 81-76 | X     | X     | X     |
| PAU | 66-78 | 95-97 | 77-71 | X     | X     | X     |
| DYN | 88-81 | 86-90 | 64-76 | X     | X     | X     |

|     | EFE   | PAR   | BAR    | KIN   | CRO   | BAY    |
| --- | ----- | ----- | ------ | ----- | ----- | ------ |
| EFE | X     | X     | 96-70  | X     | 74-64 | 91-68  |
| PAR | X     | X     | 91-87  | X     | 71-82 | 89-76  |
| BAR | 69-67 | 75-73 | X      | 73-72 | X     | X      |
| KIN | X     | X     | 92-103 | X     | 73-57 | 90-100 |
| CRO | 78-56 | 76-75 | X      | 68-70 | X     | X      |
| BAY | 72-73 | 70-81 | X      | 85-79 | X     | X      |

## Top 16
| Equipo 1           | Agr. | Equipo 2               | Ida   | Vuelta | 3er partido |
| ------------------ | ---- | ---------------------- | ----- | ------ | ----------- |
| Cibona             | 1–2  | Smelt Olimpija         | 61–58 | 66–69  | 61–62       |
| Stefanel Milano    | 2–1  | Kinder Bologna         | 67–59 | 76–83  | 78–76       |
| Partizan           | 1–2  | Olympiacos             | 71–81 | 61–60  | 69–74       |
| Panathinaikos      | 2–0  | Limoges                | 68–67 | 70–55  |             |
| Alba Berlin        | 0–2  | FC Barcelona           | 77–95 | 62–72  |             |
| Teamsystem Bologna | 2–0  | Caja San Fernando      | 73–70 | 79–75  |             |
| ASVEL              | 2–1  | Estudiantes Argentaria | 97–74 | 77–79  | 75–71       |
| Efes Pilsen        | 2–1  | Maccabi Elite          | 76–67 | 65–78  | 84–69       |

## Cuartos de final
Los equipos mejor clasificados jugaban los partidos 2 y 3 en casa.
| Equipo 1           | Agr. | Equipo 2       | Ida   | Vuelta | 3er partido |
| ------------------ | ---- | -------------- | ----- | ------ | ----------- |
| Stefanel Milano    | 1–2  | Smelt Olimpija | 94–90 | 69–73  | 61–77       |
| Teamsystem Bologna | 1–2  | FC Barcelona   | 70–65 | 73–75  | 62–87       |
| Efes Pilsen        | 1–2  | ASVEL          | 87–71 | 70–80  | 57–62       |
| Panathinaikos      | 0–2  | Olympiacos     | 49–69 | 57–65  |             |

## Final Four

### Semifinales
22 de abril, Palaeur, Roma
| Equipo 1     | Resultado | Equipo 2       |
| ------------ | --------- | -------------- |
| Olympiacos   | 74–65     | Smelt Olimpija |
| FC Barcelona | 77–70     | ASVEL          |

### Tercer y cuarto puesto
24 de abril, Palaeur, Roma
| Equipo 1       | Resultado | Equipo 2 |
| -------------- | --------- | -------- |
| Smelt Olimpija | 86–79     | ASVEL    |

### Final
| 24 de abril de 1997 | Olympiacos                                                          | 73–58                | FC Barcelona                                                       | |  |
|                     | Parciales: 31-29, 42–29                                             |                      |                                                                    | |  |
|                     | Estadísticas David Rivers 26 Panagiotis Fassoulas 14 David Rivers 3 | Reporte Pts Reb Asts | Estadísticas 16 Andrés Jiménez 9 Andrés Jiménez 7 Sasha Djordjevic | Pabellón: PalaEUR, Roma Asistencia: 12.500 espectadores Árbitros: Carl Jungebrand (FIN), Romualdas Brazasukas (LIT) |  |

| Campeón de la Liga Europea de la FIBA 1992–93 |
| --------------------------------------------- |
| Olympiacos 1.er título                        |

### Clasificación final
|  | Equipo         |
|  | -------------- |
|  | Olympiacos     |
|  | FC Barcelona   |
|  | Smelt Olimpija |
|  | ASVEL          |